# Jamie Campbell Bower

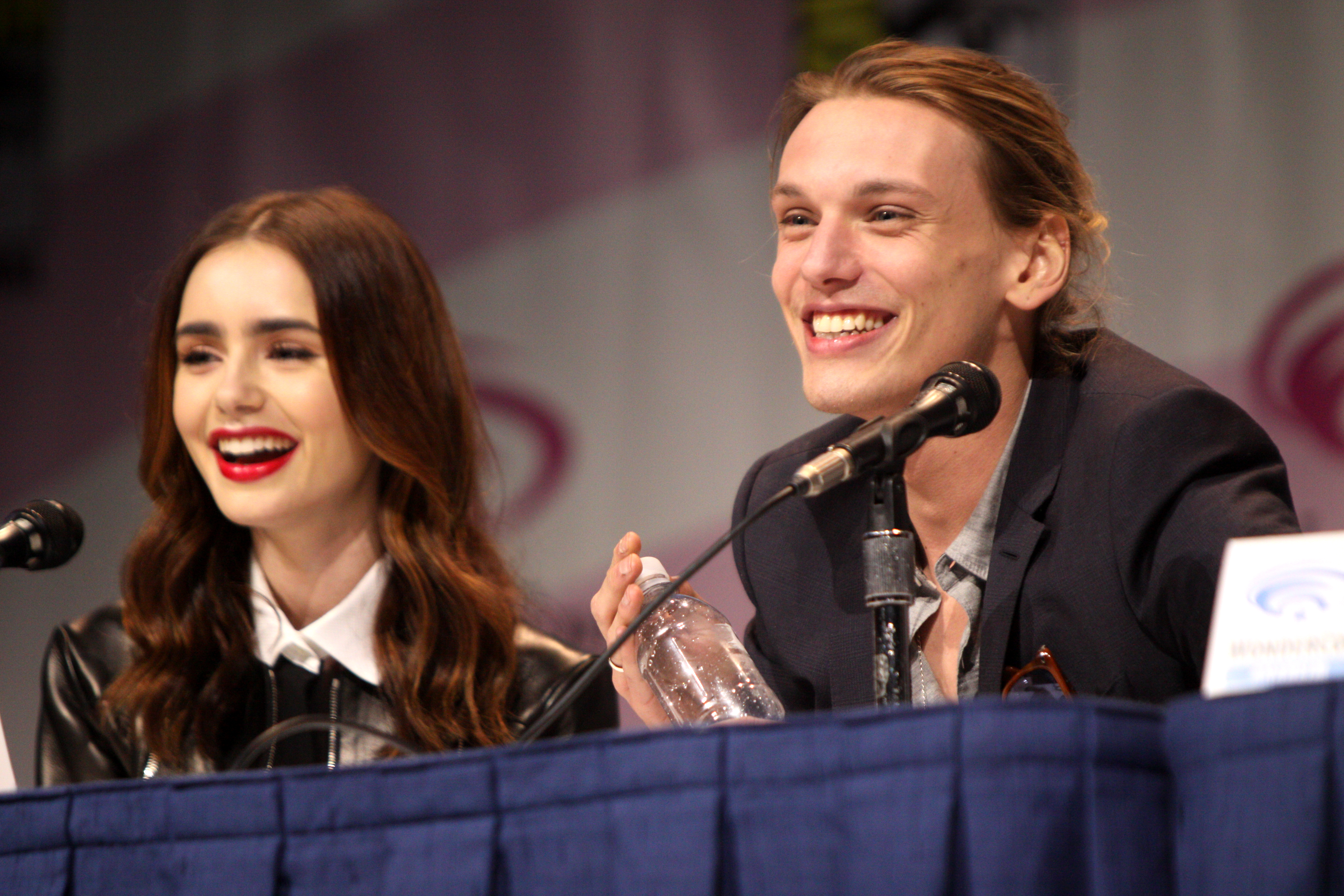
Lily Collins a Jamie Campbell Bower na WonderConu 2013

Jamie Campbell Bower (* 22. listopadu 1988 Londýn, Spojené království) je britský herec a hudebník a model. Svůj debut v celovečerním filmu zaznamenal ve filmu Sweeney Todd: Ďábelský holič z Fleet Street, dále účinkoval také ve filmech Twilight sága: Nový měsíc, Mortal Instruments: Město z kostí a ztvárnil mladého Gellerta Grindelwalda ve filmech Harry Potter a Relikvie smrti – část 1 a Fantastická zvířata: Grindelwaldovy zločiny. V roce 2022 získal uznání kritiků za roli Henryho Creela v seriálu Stranger Things. V lednu 2019 bylo oznámeno, že si zahraje v prequelu populárního seriálu Hra o trůny.

## Životopis
Narodil se v Londýně. Jeho matka Anne Elizabeth (rozená Rosebbery) pracuje v hudebním odvětví a jeho otec David Bower pracuje pro Gibson Guitar Corporation. Má mladšího bratra Samuela. Navštěvoval Bedales School v Hampshire a je bývalým členem National Youth Music Theatre a National Youth Theatre. V letech 2015–2020 působil v kapele Counterfeit jako zpěvák a kytarista.

## Kariéra
Bower svou profesionální kariéru začal, když ho rodinná přítelkyně Laura Michelle Kelly zavedla ke své agentce. Kromě herectví se začal věnovat hudbě. Stal se hlavním zpěvákem skupiny The Darling Buds. Byl součástí modelingové společnosti Select Model Management v Londýně. Zahrál si Rockera ve filmu RocknRolla a Jacka ve filmu  Zima za války. V roce 2009 dostal roli Caiuse ve filmu Twilight sága: Nový měsíc, což je druhé pokračování úspěšné ságy Stmívání. Objevil se i ve dvou následujících pokračování. V roce 2010 bylo natočeno sedmé pokračování Harryho Pottera, kde ztvárnil mladšího Gellerta Grindelwalda (temný přítel Albuse Brumbála z mládí). Zahrál si i v osmém filmu Harry Potter a relikvie smrti. V roce 2011 si zahrál v seriálu Camelot a v roce 2012 si zahrál ve filmu Mortal Instruments: Město z kostí hlavní roli po boku Lily Collins. V prosinci 2013 se připojil ke kampani značky Burberry pro její kolekci jaro/léto 2014. V roce 2015 získal roli v muzikálu Bend It Like Beckham. Svůj hlas propůjčil pro film Kung Fu Panda 3 (2016). V letech 2015–2020 působil v punkové v kapele Counterfeit jako zpěvák a kytarista. Od rozpadu kapely se vydal na soukromou hudební dráhu.

## Osobní život
V únoru 2010 potvrdil vztah s herečkou Bonnie Wright, se kterou se potkal na natáčení Harryho Pottera. Později se s ní v dubnu 2011 zasnoubil. Svoje zasnoubení zrušili v roce 2012, rozešli se ale jako přátelé. Mezi červencem 2012 a srpnem 2013 byla jeho partnerkou herečka Lily Collins. Dvojice se k sobě nečekaně vrátila v květnu 2015.

## Filmografie

### Film
| Rok  | Název                                       | Role                      | Poznámky |
| ---- | ------------------------------------------- | ------------------------- | -------- |
| 2007 | Sweeney Todd: Ďábelský holič z Fleet Street | Anthony Hope              |          |
| 2008 | RocknRolla                                  | Rocker                    |          |
| 2008 | Zima za války                               | Jack                      |          |
| 2009 | Twilight sága: Nový měsíc                   | Caius Volturi             |          |
| 2010 | Harry Potter a relikvie smrti               | mladý Gellert Grindelwald |          |
| 2010 | Londýnský gangster                          | Bílý chlapec              |          |
| 2011 | Anonym                                      | mladý Oxford              |          |
| 2011 | Twilight sága: Rozbřesk – 1. část           | Caius Volturi             |          |
| 2012 | Twilight sága: Rozbřesk – 2. část           | Caius Volturi             |          |
| 2013 | Mortal Instruments: Město z kostí           | Jace Wayland              |          |
| 2015 | Sodor's Legend of the Lost Treasure         | Skiff (hlas)              |          |
| 2016 | Kung Fu Panda 3                             | Ling (hlas)               |          |
| 2018 | Fantastická zvířata: Grindelwaldovy zločiny | mladý Gellert Grindelwald |          |
| 2019 | Six Days of Sistine                         | Jean-Baptiste             |          |
| 2024 | Horizont: Americká sága                     | Caleb Sykes               |          |
| 2024 | Emmanuelle                                  | John                      |          |

### Televize
| Rok   | Název           | Role        | Poznámky    |
| ----- | --------------- | ----------- | ----------- |
| 2009  | Vězeň           | 11–12       | 6 epizod    |
| 2011  | Camelot         | Král Arthur | 10 epizod   |
| 2022– | Stranger Things | Henry Creel | hlavní role |